# لبنان در المپیک تابستانی ۲۰۲۴
کاروان المپیکی لبنان، یکی از کاروان‌های شرکت‌کننده در بازی‌های المپیک تابستانی ۲۰۲۴ بود. این دوره از بازی‌ها از ۲۶ ژوئیه تا ۱۱ اوت ۲۰۲۴ (۵ تا ۲۱ امرداد ۱۴۰۳ خورشیدی) به میزبانی پاریس، پایتخت فرانسه برگزار شد. این حضور نوزدهمین حضور این کاروان در المپیک بود. در پایان این دوره، لبنان موفق به کسب هیچ مدالی نشد.

## شرکت‌کنندگان
فهرست زیر به ۸ رشته‌ای اشاره دارد که ورزشکاران کاروان لبنان در آن‌ها به رقابت پرداختند.
| ورزش         | مردان | زنان | مجموع |
| ------------ | ----- | ---- | ----- |
| دو و میدانی  | ۱     | ۰    | ۱     |
| شمشیربازی    | ۱     | ۰    | ۱     |
| جودو         | ۱     | ۰    | ۱     |
| تیراندازی    | ۰     | ۱    | ۱     |
| شنا          | ۱     | ۱    | ۲     |
| تنیس روی میز | ۰     | ۱    | ۱     |
| تکواندو      | ۰     | ۱    | ۱     |
| تنیس         | ۲     | ۰    | ۲     |
| مجموع        | ۶     | ۴    | ۱۰    |